# إكس إديت (محرر نصوص)
أكس إديت هو محرر نصوص يعمل على أنظمة في أم/سي أم أس (VM/CMS) و باستخدام طرفية الحاسوب في أجهزة اي بي أم 3270 لنقل البيانات على نمط الكتل البيانية وهو أقرب ليكون محرر نصوص سطري بمقارنته مع نظرائه من محررات النصوص على الأنظمة الحديثة وللتدليل على ذلك فهو يدعم عملية ترقيم الأسطر التلقائية ومع ذلك يوجد العديد من الأوامر التي تعمل على مجموعة (كتلة) من الأسطر. و يعتبر أكس إديت محرر نصوص أقل تفاعلية مع المستخدمين بالمقارنة مع أقرانه من المحررات الأخرى، فعلى سبيل المثال لا يمكن تطبيق وظيفة فحص الأخطاء الإملائية التلقائية أثناء عملية طباعة الحروف ويعود السبب في ذلك لكون عملية نقل البيانات على طرفيات أنظمة اي بي أم 3270 لا تتم إلا عند الضغط على مفتاح معين على لوحة المفاتيح (و يشبه هذا المفتاح في وظيفته ما يقوم به مفتاح الإدخال "Enter Key" أو مفتاح الوظيفة "Function Key")

## مقطع شاشة نموذجي
في ما يلي نعرض مقطع لشاشة تحرير نصية تستخدم محرر النصوص أكس إديت ويليها نعرض تفاصيل عناصر المحرر:
```
 MOHICANS SCRIPT A1 V 132 Trunc=132 Size=10 Line=10 Col=1 Alt=10
XEDIT:
===== Last of the Mohicans
===== .sp
===== It was a feature peculiar to the colonial wars of North America,
===== that the toils and dangers of the wilderness were to be encountered
===== before the adverse hosts could meet.
===== A wide and apparently an impervious boundary of forests severed
===== the possessions of the hostile provinces of France and England.
===== The hardy colonist, and the trained European who fought at his
===== side, frequently expended months in struggling against the rapids
===== of the streams, or in effecting the rugged passes of the mountains
|...+....1....+....2....+....3....+....4....+....5....+....6....+....7...
===== * * * End of File * * *
====>
                             X E D I T 1 File

```

- السطر الأول يعرض تفاصيل عن الملف الذي يتم تحريره حيث:
  - الكلمة MOHICANS تمثل إسم الملف.
  - الكلمة SCRIPT تمثل نوع الملف (أو صيغته).
  - التعبير A1 يمثل نمط الملف (الوضع التلقائي لهذا التعبير يؤشر إلى اسم مقطع القرص الصلب الذي يحوي الملف المستهدف).
  - الحرف V يمثل صيغة السجل ويمكن له أن يحوي قيمة ثابتة أو متغيرة.
  - الرقم 132 يمثل طول السجل.
  - التعبير Trunc=132 يؤشر إلى أن التغيرات التي ستحدث بعد العامود رقم 132 سيتم تجاهلها.
  - التعبير Size=10 يمثل مجموع أعداد الأسطر في الملف.
  - التعبير Line=10 يؤشر إلى السطر الحالي.
  - التعبير Col=1 يؤشر إلى العامود الحالي.
  - التعبير Alt=10 يمثل عدد التغييرات التي تمت أثناء عملية التحرير.
- علامات المساواة في بداية السطور تفسح المجال لإظهار أرقام السطور ان ود المستخدم ذلك كما أنها أيضاً تفسح المجال لكتابة أوامر المحرر البادئة (Prefix Commands) التي تعمل على مجموعة من الأسطر.
- السطر ما قبل الأخير يوفر القدرة على إدخال أوامر أكس إديت (أو ماكروات "جمع ماكرو").
- لا يوجد مؤشر للفأرة لأن معظم طرفيات أنظمة اي بي أم 3270 لم تدعمها.
- معظم طرفيات أنظمة اي بي أم 3270 كانت تحوي 12 أو 24 مفتاحاً لربطها بالوظائف التي كانت تستدعي أوامر أكس إديت (أو ماكرواته "جمع ماكرو").
- يستطيع المستخدمون استعمال أوامر أكس إديت لتغيير شكل ونمط شاشة التحرير ومن الأمثلة على ذلك:
  - تغيير (أو إلغاء) مكان سطر الأوامر.
  - تغيير (أو إلغاء) مكان أوامر المحرر البادئة.
  - تغيير (أو إلغاء) مؤشر السطر اللحظي.
  - السماح (أو عدم السماح) بتوسيع أحرف التاب (TAB characters).
  - تحديد الأسطر التي سيتم إظهارها ضمن نطاق (SELECT*
  - إظهار البيانات النصية بنمط شاشة التحرير أو نمط الاَلة الطابعة.
  - تحديد النصوص المراد أظهارها على شاشة التحرير.
  - تغيير علامات المساواة من (=====) إلى أرقام أسطر.
  - إلغاء أظهار السطور التي تؤشر إلى بداية الملف (* * * Top of File * * *) أو نهاية الملف (* * * End of File * * *).
  - تغيير الألوان الأمامية والخلفية المستخدمة في مواقع مختلفة من شاشة التحرير.

## لغة الماكرو
يمكن كتابة ماكروات (جمع ماكرو) أكس إديت باستخدام لغات البرمجة ري أكس أكس (REXX)، إكسيك تو (EXEC2)، أو إكسيك (EXEC).

## تاريخه
قام موظف شركة آي‌ بي‌ إم زافيير دي لامبيرتيري بتطوير أكس إديت وتم إطلاق أول إصدارة منه في العام 1980، وكان يسبق أكس إديت في أنظمة اَي بي أم المحرر إديت أس بي، و قد تأثر تطوير أكس إديت أيضاً بمحرر النصوص إديت و هو محرر النصوص القديم الذي كان يعمل على أنظمة سي أم أس، وكذلك تأثر تطويره بالمحرر إدجير الذي كان يعمل أيضاً على أنظمة سي أم أس وقد دعم أكس إديت العديد من أوامر المحرر إدجير ومن أهما الأمر (SOS و هو اختصار "Screen Output Simulation") و دعم أيضاً لغة إكسيك تو (EXEC2) التي سبقت ري أكس أكس (REXX) و من الجدير ذكره أن أكس إديت كان طرفاً مما يعرف بحروب محررات النصوص.

## التوافقية مع أنظمة التشغيل الأخرى
رغب بعض المستخدمين بوجود محررات نصوص تشابه أكس إديت في وظائفه نتيجة الاعتياد على استخدامه وكان ذلك عندما بدأت أنظمة الحاسب الاَلي و أنظمة يونكس تحل محل طرفيات أنظمة اي بي أم 3270 و لسد احتياجات ورغبات المستخدمين قام بعض المطورين بتطوير برامج مشابهة لأكس إديت ومنها:
- كيه إديت الذي قامت شركة مانزفيلد بتطويره وكان أول محرر نصوص محاكي لأكس إديت، وعلى الرغم من أن الإطلاقة الأصلية له كانت في العام 1983 إلا أن الإطلاقة الرئيسية له كانت النسخة 3.53 التي تعمل على بيئة دوس التشغيلية.
- أس إديت و كانت إطلاقته الأولى في العام 1989 و هو محاكي اَخر لأكس إديت ويعمل على أنظمة ويندوز ويونكس.
- ذا هيسلينج إيديتور و الذي تم تطويره مع أخذ التوافقية بينه وبين كيه إديت وأكس إديت بعين الاعتبار.